# Sinus Honoris
Il Sinus Honoris ("Golfo dell'onore", in latino) è localizzato lungo il margine occidentale del Mare Tranquillitatis e giace entro un diametro di 109 km.
Questo golfo ha un'ampia imboccatura ed è delimitato da un terreno irregolare a nord e a sudovest. Nella zona di unione con il mare, un sistema di rime si estende in direzione nord-sud. Il sistema settentrionale è chiamato Rimae Maclear, dal nome del cratere Maclear proprio a est della baia. Il sistema meridionale, al confine sud del golfo, è denominato Rimae Sosigenes, dal cratere Sosigenes a sud. Al margine ovest del Sinus Honoris vi è una propaggine, simile ad un dito, della superficie del mare che si estende verso nordovest per almeno 100 km.